# Anders Larsson
Anders Larsson (Suecia, 2 de julio de 1892-Gotemburgo, 4 de enero de 1945) fue un deportista sueco especialista en lucha libre olímpica donde llegó a ser campeón olímpico en Amberes 1920.

## Carrera deportiva
En los Juegos Olímpicos de 1920 celebrados en Amberes ganó la medalla de oro en lucha libre olímpica estilo peso ligero-pesado, por delante del suizo Charles Courant (plata) y del estadounidense Walter Maurer (bronce).